# Natatolana galathea
Natatolana galathea är en kräftdjursart som beskrevs av Bruce1986. Natatolana galathea ingår i släktet Natatolana och familjen Cirolanidae. Inga underarter finns listade i Catalogue of Life.